# Breakthru
Breakthru is een nummer van de Britse rockband Queen. Breakthru komt van het dertiende studioalbum The Miracle uit 1989. Op 19 juni van dat jaar werd het nummer wereldwijd op single uitgebracht.

## Achtergrond
De plaat werd vooral een hit in Europa en Oceanië en bereikte in Queens' thuisland het Verenigd Koninkrijk de 7e positie in de UK Singles Chart. In Ierland werd de 6e positie bereikt, in Duitsland de 24e en in Zwitserland de 28e. In zowel Australië als in Nieuw-Zeeland werd de 45e positie bereikt.
In Nederland was de plaat op vrijdag 7 juli 1989 Veronica Alarmschijf op Radio 3 en werd een gigantische hit in de destijds twee landelijke hitlijsten op de nationale publieke popzender. De plaat bereikte de 4e positie in de Nederlandse Top 40 en de 6e positie in de Nationale Hitparade Top 100.
In België bereikte de plaat de 10e positie in zowel de voorloper van de Vlaamse Ultratop 50 als de Vlaamse Radio 2 Top 30. In Wallonië werd géén notering behaald. 
Het nummer is geschreven door Freddie Mercury en Roger Taylor maar de band had besloten om vanaf 1989 alle Queennummers aan de hele band toe te schrijven.
Het nummer begint met 30 seconden langzame vocale harmonie die geschreven is door Freddie Mercury, waarna het plotseling overgaat in een up-tempo rock nummer, dat voornamelijk geschreven is door Roger Taylor. De intro was in eerste instantie bedoeld voor een ander nummer, "A New Life Is Born", dat echter nooit uitgebracht is. Van dit nummer zijn enkele demo's bekend.
Tijdens het "Queen For An Hour" interview wat de band in 1989 gaf, zei Mercury dat dit een mooi voorbeeld was van twee totaal verschillende stukken die samenkomen om één nummer te maken. Hij zei dat de band ongeveer 30 nummers had waarmee ze aan de slag gingen, maar dat er slechts een handjevol afgemaakt zijn. Wél hebben ze aan alle dertig nummers gewerkt.
Sinds de editie van december 2011 staat de plaat genoteerd in de jaarlijkse NPO Radio 2 Top 2000 van de Nederlandse publieke radiozender NPO Radio 2, met als hoogste notering tot nu toe een 592e positie in 2012.

## Videoclip
In de videoclip van het nummer is te zien hoe de Queenleden het nummer spelen op een trein genaamd "Miracle Express". Dit onderstreept het "trein-achtige" karakter van het nummer. Ook is de vriendin van Taylor, Debbie, te zien. De videoclip is opgenomen bij de "Nene Valley Railway", nabij Peterborough. Dit stuk spoor was eigendom van een vriend van de band die ze er toestemming voor gegeven had. In Nederland werd de videoclip destijds op televisie uitgezonden door de tv-versie van de Nederlandse Top 40 en Countdown van Veronica en Popformule van de TROS.

## Hitnoteringen

### Nederlandse Top 40
| Breakthru in de Nederlandse Top 40 - binnen: 15 juli 1989 | Breakthru in de Nederlandse Top 40 - binnen: 15 juli 1989 | Breakthru in de Nederlandse Top 40 - binnen: 15 juli 1989 | Breakthru in de Nederlandse Top 40 - binnen: 15 juli 1989 | Breakthru in de Nederlandse Top 40 - binnen: 15 juli 1989 | Breakthru in de Nederlandse Top 40 - binnen: 15 juli 1989 | Breakthru in de Nederlandse Top 40 - binnen: 15 juli 1989 | Breakthru in de Nederlandse Top 40 - binnen: 15 juli 1989 | Breakthru in de Nederlandse Top 40 - binnen: 15 juli 1989 | Breakthru in de Nederlandse Top 40 - binnen: 15 juli 1989 | Breakthru in de Nederlandse Top 40 - binnen: 15 juli 1989 | Breakthru in de Nederlandse Top 40 - binnen: 15 juli 1989 |
| Week                                                      | 1                                                         | 2                                                         | 3                                                         | 4                                                         | 5                                                         | 6                                                         | 7                                                         | 8                                                         | 9                                                         | 10                                                        |                                                           |
| --------------------------------------------------------- | --------------------------------------------------------- | --------------------------------------------------------- | --------------------------------------------------------- | --------------------------------------------------------- | --------------------------------------------------------- | --------------------------------------------------------- | --------------------------------------------------------- | --------------------------------------------------------- | --------------------------------------------------------- | --------------------------------------------------------- | --------------------------------------------------------- |
| Nummer                                                    | 23                                                        | 11                                                        | 8                                                         | 5                                                         | 4                                                         | 5                                                         | 7                                                         | 11                                                        | 20                                                        | 36                                                        | uit                                                       |

### Nationale Hitparade Top 100
| Breakthru in de Nationale Hitparade Top 100 - binnen: 8 juli 1989 | Breakthru in de Nationale Hitparade Top 100 - binnen: 8 juli 1989 | Breakthru in de Nationale Hitparade Top 100 - binnen: 8 juli 1989 | Breakthru in de Nationale Hitparade Top 100 - binnen: 8 juli 1989 | Breakthru in de Nationale Hitparade Top 100 - binnen: 8 juli 1989 | Breakthru in de Nationale Hitparade Top 100 - binnen: 8 juli 1989 | Breakthru in de Nationale Hitparade Top 100 - binnen: 8 juli 1989 | Breakthru in de Nationale Hitparade Top 100 - binnen: 8 juli 1989 | Breakthru in de Nationale Hitparade Top 100 - binnen: 8 juli 1989 | Breakthru in de Nationale Hitparade Top 100 - binnen: 8 juli 1989 | Breakthru in de Nationale Hitparade Top 100 - binnen: 8 juli 1989 | Breakthru in de Nationale Hitparade Top 100 - binnen: 8 juli 1989 | Breakthru in de Nationale Hitparade Top 100 - binnen: 8 juli 1989 | Breakthru in de Nationale Hitparade Top 100 - binnen: 8 juli 1989 | Breakthru in de Nationale Hitparade Top 100 - binnen: 8 juli 1989 | Breakthru in de Nationale Hitparade Top 100 - binnen: 8 juli 1989 |
| Week                                                              | 1                                                                 | 2                                                                 | 3                                                                 | 4                                                                 | 5                                                                 | 6                                                                 | 7                                                                 | 8                                                                 | 9                                                                 | 10                                                                | 11                                                                | 12                                                                | 13                                                                | 14                                                                |                                                                   |
| ----------------------------------------------------------------- | ----------------------------------------------------------------- | ----------------------------------------------------------------- | ----------------------------------------------------------------- | ----------------------------------------------------------------- | ----------------------------------------------------------------- | ----------------------------------------------------------------- | ----------------------------------------------------------------- | ----------------------------------------------------------------- | ----------------------------------------------------------------- | ----------------------------------------------------------------- | ----------------------------------------------------------------- | ----------------------------------------------------------------- | ----------------------------------------------------------------- | ----------------------------------------------------------------- | ----------------------------------------------------------------- |
| Nummer                                                            | 80                                                                | 31                                                                | 17                                                                | 11                                                                | 8                                                                 | 7                                                                 | 6                                                                 | 6                                                                 | 11                                                                | 17                                                                | 30                                                                | 37                                                                | 62                                                                | 96                                                                | uit                                                               |

### NPO Radio 2 Top 2000
| Nummer met noteringen in de NPO Radio 2 Top 2000 | '07 | '08 | '09 | '10 | '11 | '12 | '13 | '14 | '15 | '16 | '17 | '18 | '19 | '20 | '21  | '22 | '23  | '24 |
| ------------------------------------------------ | --- | --- | --- | --- | --- | --- | --- | --- | --- | --- | --- | --- | --- | --- | ---- | --- | ---- | --- |
| Breakthru                                        | 816 | -   | 881 | -   | 800 | 592 | 808 | 783 | 917 | 900 | 964 | 816 | 792 | 973 | 1020 | 967 | 1013 | 766 |

1. ↑  Een '-' betekent dat het nummer niet was genoteerd en een vetgedrukt getal geeft de hoogste notering aan.
2. ↑  2007 was het eerste jaar met een notering voor dit nummer.